# Igreja de Santa Catarina (Lissabon)

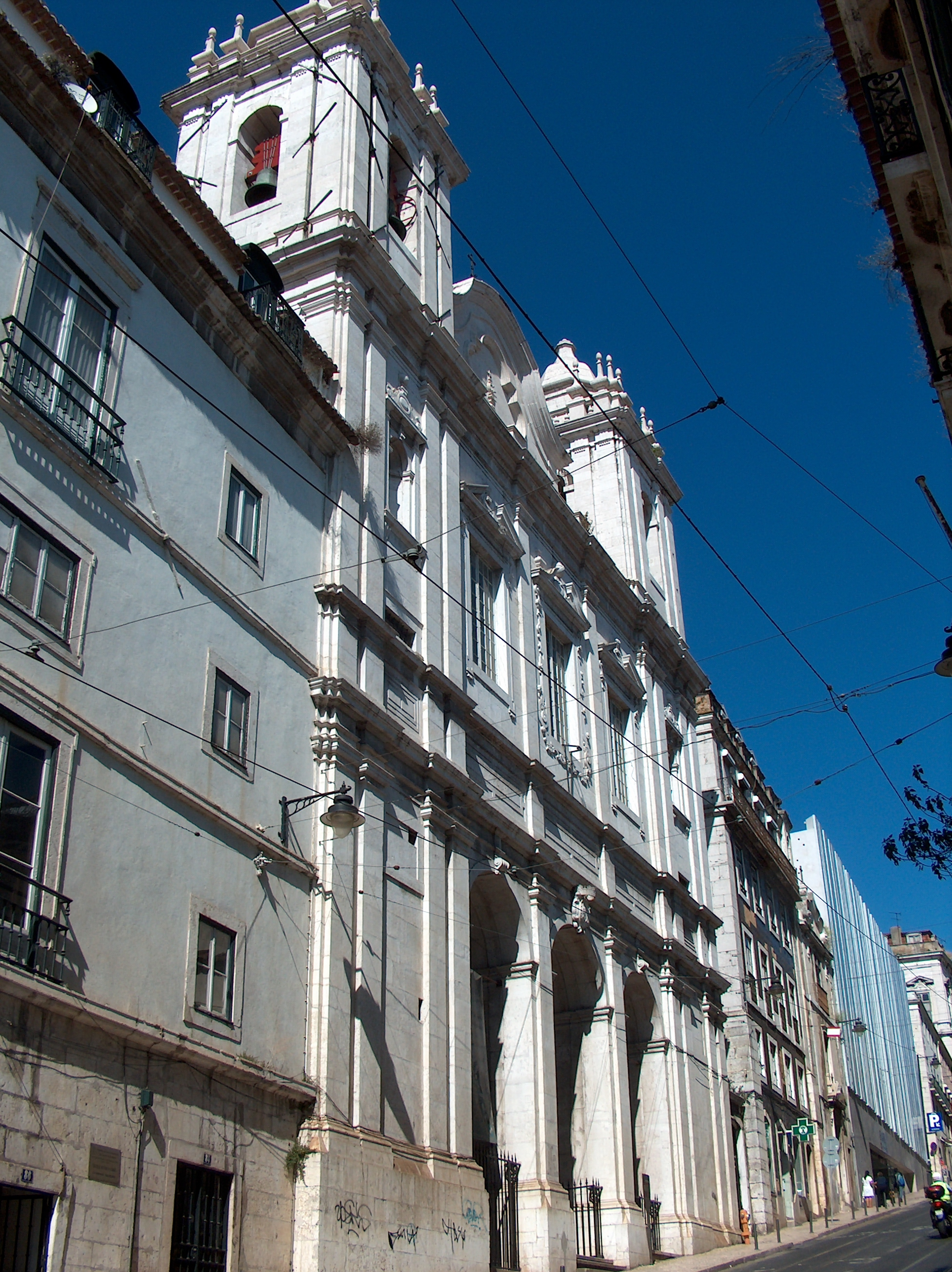
Die Igreja de Santa Catarina

Die Igreja de Santa Catarina ist die katholische Pfarrkirche der früheren Stadtgemeinde Santa Catarina der portugiesischen Hauptstadt Lissabon.

## Geschichte
Eine erste Katharinenkirche wurde im Auftrag von Königin Katharina auf dem Alto de Santa Catarina errichtet. Diese Kirche wurde beim Erdbeben von 1755 schwer beschädigt. Nach Wiederherstellung fanden ab 1757 wieder Gottesdienste statt. 1835 wurde sie bei einem Brand zerstört.
Als neue Katharinenkirche dient seither die Kirche des kurz zuvor aufgehobenen Convento dos Religiosos de São Paulo da Serra de Ossa an der Calçada do Combro. 
Seit 1918 ist sie als Monumento Nacional klassifiziert.